# گری شیرر
گری شیرر (انگلیسی: Gary Sheerer؛ زادهٔ february ۱۸, ۱۹۴۷ (۷۸ سال)) ورزشکار واترپلو اهل ایالات متحده آمریکا است.
وی در مسابقات کشوری و بین‌المللی در مجموع برندهٔ ۱ مدال برنز شده‌است.